# Monte Turcisi
Monte Turcisi, in Sicilia, è un modesto rilievo collinare alto circa 303 m, compreso nel comune di Castel di Iudica (Catania).

## Caratteristiche
Esso è posto ai margini occidentali della Piana di Catania tra i fiumi Dittaino e Gornalunga, che formano rispettivamente due vaste vallate.
Il sito, brullo e caratterizzato da calanchi a nord e da ripide balze calcarenitiche a sud, era in antico sede di una possente fortezza greca (III secolo a.C.), che godeva di una formidabile ed esclusiva posizione strategica.
Interessante è l'accesso alla fortificazione, in discreto stato di conservazione, difeso da una torre, il cui paramento murario pseudoisodomo caratterizzato  da uno zoccolo di monoliti di grandi dimensioni accresce la monumentalità dell'edificio.
All'interno della fortezza, nel XVIII secolo è stato fondato un eremo dedicato a San Giacomo di cui si conservano i resti della chiesa e alcune stanze dell'edificio conventuale.
Il predetto eremo aveva contatti con altro eremo sul M. Scalpello, a circa 10 km verso ovest.